# 戴氏沙鰍
戴氏沙鰍為輻鰭魚綱鯉形目沙鰍科的其中一種，為熱帶淡水魚，分布於亞洲印度、孟加拉及不丹淡水流域，體長可達12公分，棲息在水質清澈的山區溪流底層水域，生活習性不明。

## 扩展阅读
維基物種上的相關：戴氏沙鰍